# Palebný vějíř
Palebný vějíř je termín, který označuje úhel možné palby určité zbraně nebo celého objektu. Tento pojem se používá nejčastěji u opevnění, kde je tím myšlen úhel palby pevnostních zbraní do tzv. střeleckého průseku pod odměrem ve střílně. Zde je palebný vějíř také omezen konstrukcí střílny a lafety. Hlavním úkolem je střílet v co největším rozsahu a chránit tak své postavení co nejúčinněji.
U československého opevnění budovaného před druhou světovou válkou byly nejčastějším úhlem sevření 45° (použití u těžkých a lehkých kulometů), větší úhel palebného vějíře byl použit u střílen dělostřeleckých srubů, které svíraly 60°. Dalším důležitým prvkem byla také dělostřelecká otočná věž, která mohla postřelovat až 360°. Palba u těžkých kulometů byla nastavena tak, aby jedna třetina ostřelovala sousední objekt a dvě třetiny ostřelovaly předpolí téhož objektu.
U pevností typu Josefov a Terezín jsou směřovány střílny a tedy i palebné vějíře pušek posádky dovnitř pevnosti. Tyto palebné vějíře jsou pod menším úhlem než 45°.